# Rodrigo Galo
Rodrigo Galo (Rio Branco, Brasil, 19 de septiembre de 1986) es un futbolista brasileño que juega de defensor. Actualmente integra el plantel del Atromitos de Atenas de la Superliga de Grecia.

## Clubes
| Club                          | País     | Año         | PJ  | Goles |
| ----------------------------- | -------- | ----------- | --- | ----- |
| Avaí F. C.                    | Brasil   | 2007 - 2008 |     |       |
| Gil Vicente                   | Portugal | 2008 - 2011 | 90  | 12    |
| Sporting Braga                | Portugal | 2011 - 2014 | 1   | 0     |
| Gil Vicente (cedido)          | Portugal | 2012        | 20  | 3     |
| Académica de Coimbra (cedido) | Portugal | 2012 - 2013 | 28  | 0     |
| Panaitolikos (cedido)         | Grecia   | 2013 - 2014 | 34  | 2     |
| Paços de Ferreira             | Portugal | 2014 - 2015 | 12  | 1     |
| AEK Atenas                    | Grecia   | 2015 - 2019 | 160 | 8     |
| Atromitos de Atenas           | Grecia   | 2019 -      |     |       |

## Palmarés

### Campeonatos nacionales
| Título              | Club       | País   | Año  |
| ------------------- | ---------- | ------ | ---- |
| Copa de Grecia      | AEK Atenas | Grecia | 2016 |
| Superliga de Grecia | AEK Atenas | Grecia | 2018 |